# هارلان إرفين ميتشيل
هارلان إرفين ميتشيل (بالإنجليزية: Harlan Erwin Mitchell)‏ هو قاضي ومحامي وضابط وسياسي أمريكي، ولد في 17 أغسطس 1924 في الولايات المتحدة، وتوفي في 13 سبتمبر 2011 في نفس البلد. حزبياً، نشط في الحزب الديمقراطي. وقد انتخب عضو مجلس النواب الأمريكي.